# Lucia Vadlejch

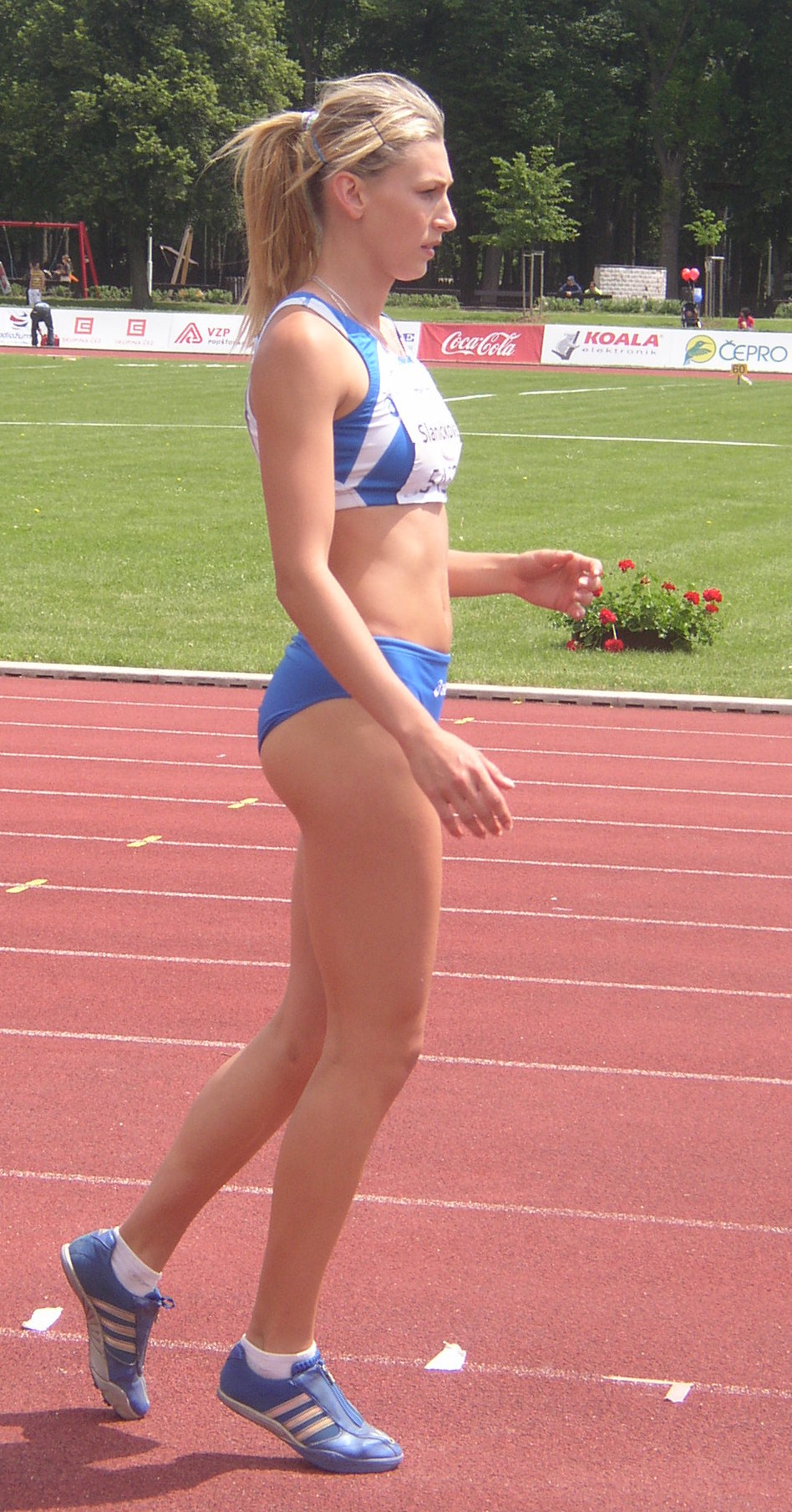
Lucia Vadlejch (2010)

Lucia Vadlejch, geborene Lucia Slaničková, (* 8. November 1988 in Považská Bystrica, Tschechoslowakei) ist eine ehemalige slowakische Leichtathletin, welche sich zum Ende ihrer Karriere auf den Siebenkampf spezialisiert hatte.

## Karriere
Erste internationale Erfahrungen konnte Lucia Vadlejch bei den Jugendweltmeisterschaften 2005 im marokkanischen Marrakesch sammeln, als sie dort im 400-Meter-Hürdenlauf an den Start ging. Mit einer Zeit von 1:03,19 Minuten schied sie bereits in den Vorläufen aus. Zwei Jahre später nahm sie an den Junioreneuropameisterschaften 2007 im niederländischen Hengelo teil und startete dort auch über die 400 Meter Hürden. Nachdem sie im Vorlauf mit 59,59 Sekunden erstmals unter einer Minute blieb, qualifizierte sie sich für das Halbfinale, wo sie in einer Zeit von 1:00,40 Minuten ausschied. Sieben Jahre später schaffte sie es erstmals sich für Europameisterschaften im Erwachsenenbereich zu qualifizieren. Im Letzigrund startete sie im Wettbewerb über die 400 Meter Hürden und schied dort in 57,56 Sekunden bereits in den Vorläufen aus. In der darauffolgenden Hallensaison qualifizierte sie sich im Weitsprung für die Halleneuropameisterschaften 2015 in der tschechischen Hauptstadt Prag. Dort schied sie mit einer Weite von 6,17 Metern in der Qualifikation aus.
Zudem qualifizierte sich Lucia Vadlejch auch für die Sommer-Universiade 2015 in der südkoreanischen Stadt Gwangju und startete dort im 400-Meter-Hürdenlauf, wo sie in einer Zeit von 58,92 Sekunden bereits in den Vorläufen ausschied. Darüber hinaus kam sie im Gwangju-World-Cup-Stadion auch in der 4-mal-100-Meter-Staffel zum Einsatz und belegte zusammen mit Lenka Kršáková, Iveta Putalová und Alexandra Bezeková im Finale den fünften Platz. Ein Jahr später qualifizierte sie sich für die Europameisterschaften 2016 und startete im Olympiastadion Amsterdam über die 400 Meter Hürden. Nachdem sie sich im Vorlauf mit einer Zeit von 57,55 Sekunden für das Halbfinale qualifizierte, schied sie dort in 57,86 Sekunden aus. Bei den Halleneuropameisterschaften 2017 im serbischen Belgrad ging sie im Fünfkampf an den Start und belegte mit 4409 Punkten den neunten Platz. Im Jahr darauf startete sie bei den Europameisterschaften 2018 im Olympiastadion Berlin im Siebenkampf und belegte aufgrund einer Disqualifikation im abschließenden 800-Meter-Lauf mit nur 5169 Punkten den 22. Platz.
Vom Slovenský olympijský a športový výbor wurde Lucia Vadlejch für die Europaspiele 2019 in Minsk nominiert und startete im Dinamo-Stadion im 100-Meter-Hürdenlauf, wo sie in einer Zeit von 14,17 Sekunden den 20. Platz belegte. Nachdem sie die Qualifikation für die wegen der COVID-19-Pandemie ins Jahr 2021 verschobenen Olympischen Sommerspiele 2020 verpasst hatte, beendete sie ihre Leistungssportkarriere.

## Rekorde
Lucia Vadlejch hält die slowakischen Rekorde im Fünfkampf und im Siebenkampf. Im Fünfkampf verbesserte sie bei den Halleneuropameisterschaften 2017 den noch aus tschechoslowakischen Zeiten stammenden slowakischen Rekord von Marcela Podracká um mehr als 100 Punkte auf 4409 Punkte. Am 18. Januar 2020 konnte sie bei der Mistrovství Moravy a Slezska (deutsch: „Meisterschaft von Mähren und Schlesien“) in Ostrava ihren eigenen Rekord nochmal um fast 80 Punkte auf 4488 Punkte verbessern. Im Siebenkampf verbesserte sie den nationalen Rekord von Marcela Podracká aus dem Jahr 1994 am 17. und 19. Juni 2017 beim Mehrkampfmeeting TNT Express in tschechischen Kladno um 57 Punkte auf 6103 Punkte. Neben diesen Einzelrekorden hält sie als Bestandteil der 4-mal-400-Meter-Staffel, welche am 26. Februar 2012 in Bratislava eine Zeit von 3:50,81 Minuten lief, auch den slowakischen Hallen-Rekord in dieser Disziplin.

## Familiäres
Sie ist seit 2017 mit dem tschechischen Leichtathleten Jakub Vadlejch verheiratet. Im Jahr 2022 kam ihre erste gemeinsame Tochter zur Welt.